# K-300P
K-300P バスチオン-P は、ロシアが開発した沿岸防衛用地対艦ミサイルシステムである。 愛称はロシア語で「要塞」のこと。NATOコードネームでは SS-C-5 ストゥージ（Stooge：密告者）と呼ばれる。GRAUインデックスは3K55（3К55）  

## 概要
K-300Pは、空母打撃群・輸送船団・揚陸艦艇等の水上艦を沿岸から攻撃することを目的とし、ベラルーシのTekhnosoyuzproekt社と共同で開発された。   
典型的なユニット編成は、指揮・射撃管制車両（KAMAZ 43101 6×6トラック）1～2両、支援車両1両、ランチャー車両（MZKT-7930 8×8）4両、弾薬運搬・再装填車両4両である。   
ランチャー車両は3名の乗員によって運用される。１両につき2発のミサイルが搭載されており、指揮・射撃管制車両からは最大で25ｋｍ離れて布陣できる。ミサイルは5分以内に発射準備状態にでき、搭載している2発は2〜5秒間隔で発射することが可能である。 布陣後は通常編成ユニットで3〜5日間、戦闘支援車両を伴う場合は最大30日間、発射即応状態とすることができる 。   
使用するミサイルはP-800である。発射時は固体燃料ロケットブースターを使用してランチャーから垂直に射出された後、ミサイル先端に装着されたスラスターユニットにより目標に指向する。その後スラスターユニットの分離が行われ、固体ロケットで超音速まで加速し、その後、ラムジェットに切り替える。固体ロケットの推進剤を燃焼させた後の空間が、ラムジェットエンジンとして使われ、マッハ2.5で巡航し目標へ飛翔する。 
射程は飛行プロファイルによって変化する。射程は、高度2万メートルの高空をマッハ2.5で飛行し、目標の手前で降下、低空で突入した場合で約300キロメートル、低空のみを飛行した場合で120キロメートルとされるが、速度はマッハ1.6に低下する上に空力加熱によって探知される可能性が上がる。
巡航時はGLONASSを使用し、 終末誘導はアクティブレーダーホーミングである。  通常、3発1組で運用され、その場合には「リーダー機」である１発のみがレーダーを作動させ他のミサイルに指示を下す。これはソ連・ロシアの対艦ミサイル共通の特徴である。またレーダー警戒装置が搭載され、必要に応じて回避運動も行う。対艦攻撃が主任務であるが、この他に地上攻撃も可能とされている。      
最大飛行高度14,000m、シースキミング高度5ｍで、 シーステート 7の気象条件でも運用可能である 。   
セルゲイ・ショイグ国防相はウラジーミル・プーチン大統領と国防省の代表者との会談で「K-300Pは、海上で350キロメートル、陸上で約450キロメートルの距離で海と地上の標的を破壊することができる」と述べた。

## 配備と運用
2011年3月2日、ロシアは千島列島にK-300Pを展開すると発表し 、 展開は2016年までに実施された 。 
2015年3月15日、ロシアはクリミアにK-300Pを展開した    。サイロ発射型は、2020年までにObject 100（元々旧ソ連時代に整備された対艦ミサイル部隊）に配備される。    
2015年、ロシア北部艦隊司令官 ウラジミール・コロレフは、ロシア北方艦隊の沿岸部隊が、既存のS-400に加え、K-300Pを受け取ると述べた   。 
2016年11月15日、ロシアはシリアへのK-300P配備を発表し、シリアでのロシア軍の介入の一環として、地上標的に向けて発射した 。ミサイルは修正された誘導ソフトウェアにより、指定目標に命中した  。 

## 派生型
K-300P　
TEL型
K-300S　
ミサイルサイロ型
Bastion E

## 運用国
- ロシア
  -  ロシア海軍

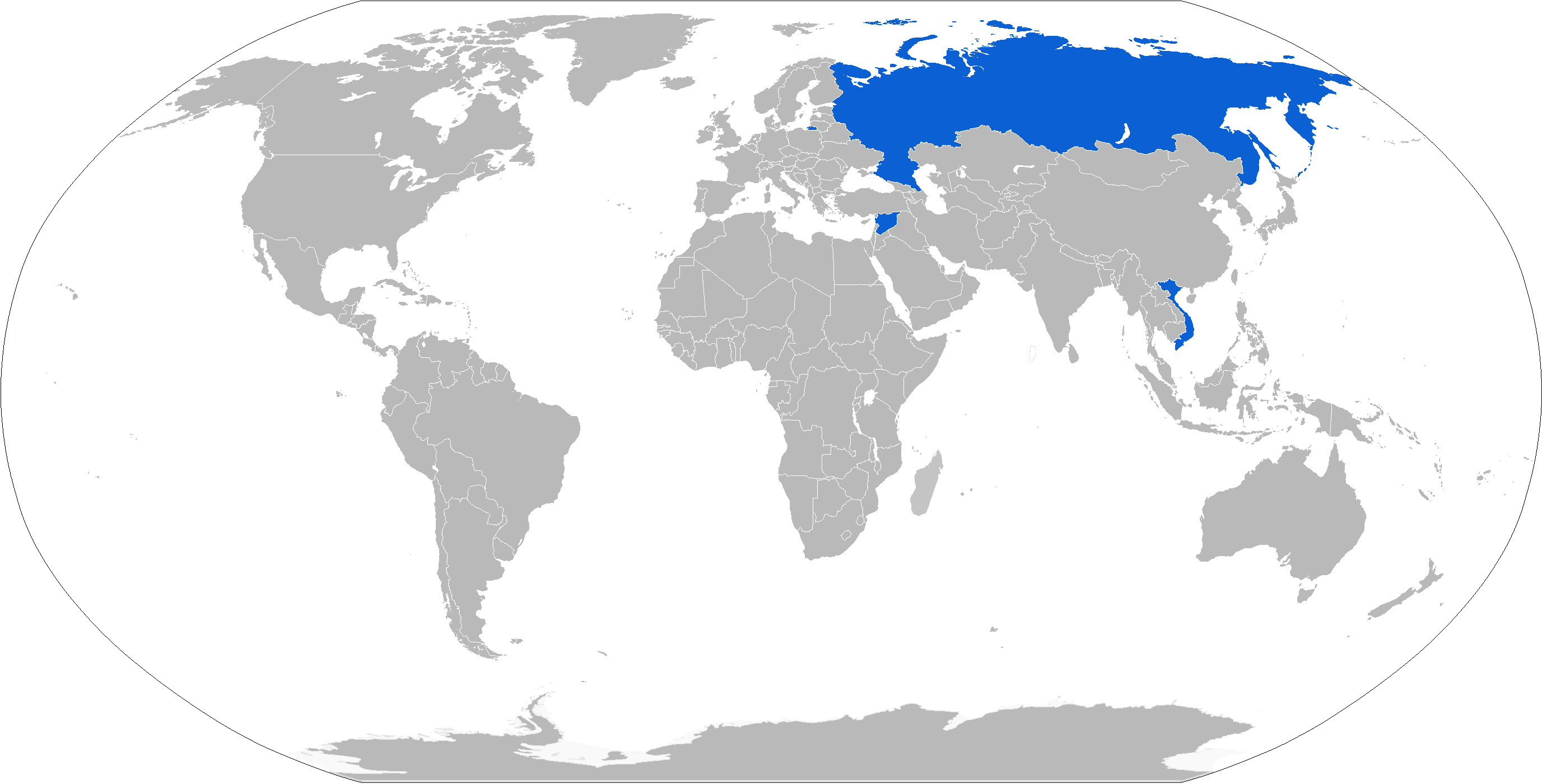
K-300P運用国（青色）

- ベトナム - 2011年に2ユニット購入[15]
- シリア - 2ユニット購入